# جائزة أيطاليا الكبرى 1924
جائزة أيطاليا الكبرى 1924 (بالإنجليزية: 1924 Italian Grand Prix)‏ هو سباق فورمولا 1 أقيم بتاريخ 19 أكتوبر 1924 في مونزا.